# El rey del río
Pour plus de détails, voir Fiche technique et Distribution.
El rey del río est un film espagnol réalisé par Manuel Gutiérrez Aragón, sorti en 1995.

## Synopsis
Une hôtesse de l'air accouche d'un enfant dont elle ne connaît pas le père. Elle confie l'enfant à sa sœur.

## Fiche technique
- Titre : El rey del río
- Réalisation : Manuel Gutiérrez Aragón
- Scénario : Rafael Azcona, José Luis García Sánchez et Manuel Gutiérrez Aragón
- Musique : Milladoiro
- Photographie : Teo Escamilla
- Montage : José Salcedo
- Production : Andrés Vicente Gómez
- Société de production : Lolafilms et Sociedad General de Televisión
- Pays :  Espagne
- Genre : Drame
- Durée : 103 minutes
- Dates de sortie : 
  -  Espagne : 24 février 1995

## Distribution
- Alfredo Landa : Antón Costa
- Carmen Maura : Carmen
- Gustavo Salmerón (en) : César
- Ana Álvarez : Ana
- Achero Mañas : Fernando
- Miriam Fernández : Elena
- Sílvia Munt : Elisa
- Héctor Alterio : Juan
- Cesáreo Estébanez : Corcones
- Gerardo Vera : Bergasa
- Francis Lorenzo : Marco
- Francisco Casares : Pelayo
- Iván López : le fils de César
- Maitane Sebastian : la fille d'Ana
- Francisco Amaro : le fils de Fernando
- Ella Jazz : la fille d'Elena
- Margarita Lascoiti : Laura
- María Galiana : Cocinera
- Teresa Horro : Laureana

## Distinctions
Le film a été présenté en sélection officielle en compétition lors de Berlinale 1995.